# Strucker-Kaserne

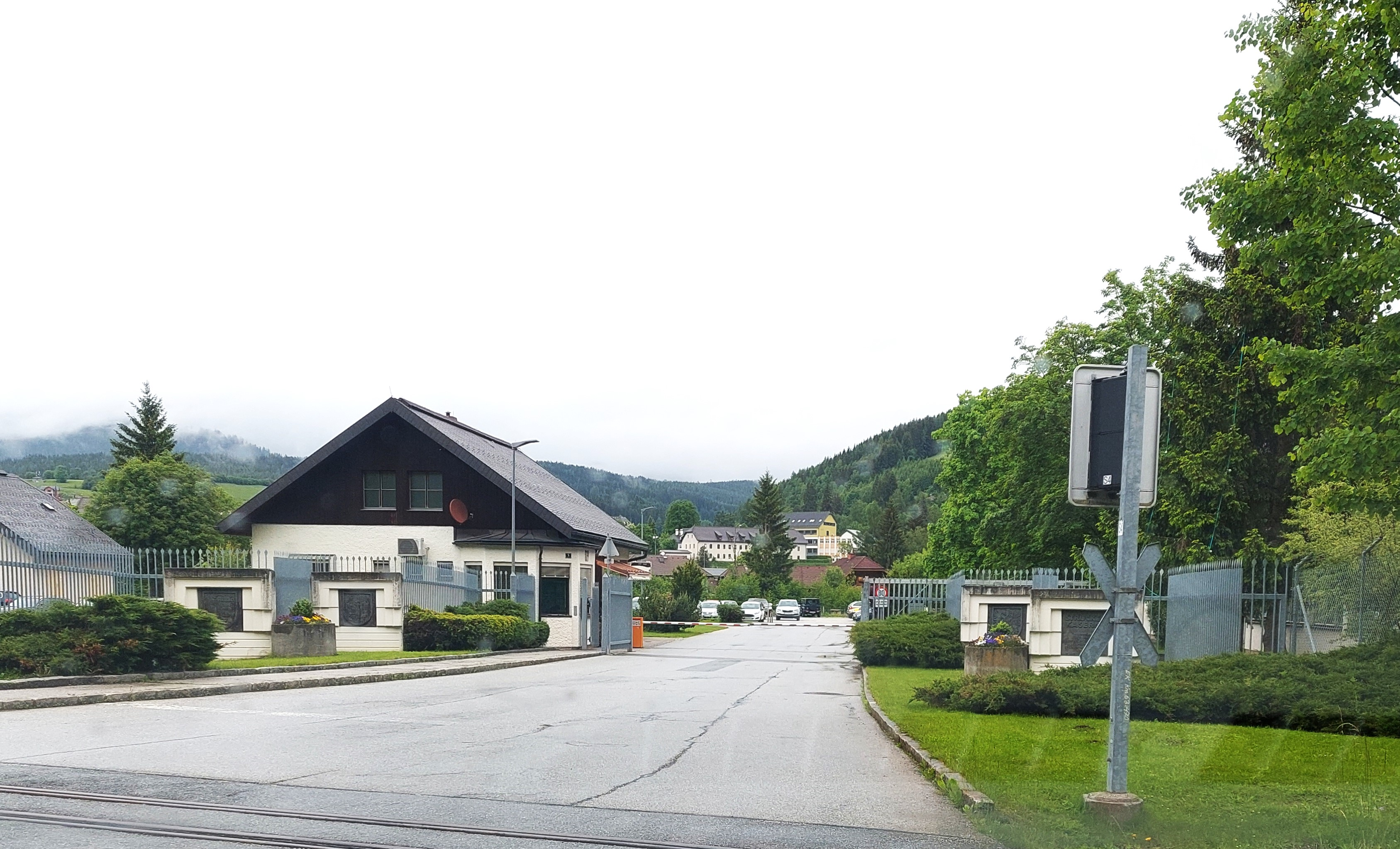
Eingang zur Strucker-Kaserne in Tamsweg (2024)

Die Strucker-Kaserne befindet sich in Tamsweg, eine Marktgemeinde im Lungau des Bundeslandes Salzburg. Benannt ist sie nach Jakob Strucker (1761–1824), einem Schreiber in den Diensten des Landesfürsten Hieronymus Graf Coloredo und Salzburger Landesverteidiger zur Zeit der Koalitionskriege.

## Geschichte
Die Pläne für den Bau einer Kaserne in Tamsweg reichen bis in die 1960er Jahre zurück. Land und Bund wollten dem Lungau durch den Kasernenbau vor allem wirtschaftliche Impulse geben. Im Zuge der Errichtung der Tauernautobahn in den 1970er-Jahren wurden auch Überlegungen angestellt, gemäß der Raumverteidigungsdoktrin von General Emil Spannocchi („Spannocchi-Doktrin“) Truppen nahe der Autobahn zu stationieren. Letztendlich fiel Anfang der 80er Jahre die Entscheidung, den Plan umzusetzen und in Tamsweg eine Kaserne zu errichten.
Mitte März 1984 erfolgte der Spatenstich für die Kaserne. In den folgenden zwei Jahren wurden ein Verwaltungs- und ein Kompaniegebäude errichtet. Die Übergabe an das Bundesheer erfolgte Ende November 1986 durch den Bundesminister für Bauten und Technik Heinrich Übleis, den Bundesminister für Landesverteidigung Helmut Krünes und den Salzburger Landeshauptmann Hans Katschthaler. 1991 konnte auch ein Schießplatz im Ortsteil Mörtelsdorf von Tamsweg seiner Bestimmung übergeben werden. 1992 wurden noch ein Wachgebäude und ein Katastrophenlager geschaffen, zudem wurde 1994 im ehemaligen Flussbauhof in Mörtelsdorf eine Kraftfahrzeugwerkstatt eingerichtet. 2023 kündigte Verteidigungsministerin Klaudia Tanner an, die Kaserne in den Bereichen der Energie-, Wasser- und Wärmeversorgung autark zu machen. In der Kaserne wurde ein nicht öffentlich zugänglicher Gedenkstein mit einer Nische für die Statue der Hl. Barbara aufgestellt.

## Aktuelle Verwendung
In der Kaserne sind die 1. Jägerkompanie des Jägerbataillon 8 und der Milizverband Jägerbataillon Salzburg „Erzherzog Rainer“ untergebracht. Letzteres führt die Tradition des Salzburger Infanterieregiments 59 "Erzherzog Rainer" weiter. Eine Besonderheit ist der Katastrophenzug in der Strucker-Kaserne mit Spezialtrupps für Forst, Alpin, Technik und Sprengung.
Die Liegenschaft wäre eine der durch die Bundesheerreformkommission BH 2010 zu veräußernden Kleinkasernen gewesen; auf massiven Druck der Landespolitik wurden diese Pläne aber nicht realisiert.
Heute sind die dort stationierten Soldaten durch öffentlichkeitswirksame Veranstaltungen (Angelobungsfeiern, Tag der offenen Tür) mit der Tamsweger Bevölkerung gut angebunden.

## Lage und Verkehr
Die Kaserne befindet sich im Süden von Tamsweg in der Ramingsteiner Straße 6.